# إيلوود (نبراسكا)
إيلوود (بالإنجليزية: Elwood, Nebraska) هي منطقة سكنية تقع في الولايات المتحدة في مقاطعة غوسبر، نبراسكا. يقدر عدد سكانها بـ 707 نسمة ومساحتها 1.35 كم2 ووترتفع عن سطح البحر 813 متر.

## التركيبة السكانية
قام مكتب تعداد الولايات المتحدة بتحديد بيانات التركيبة السكانية لإيلوود في تعداد الولايات المتحدة. في ما يلي، التركيبة السكانية حسب تعدادي 2000 و2010.

### تعداد عام 2000
بلغ عدد سكان إيلوود 761 نسمة بحسب تعداد عام 2000، وبلغ عدد الأسر 294 أسرة وعدد العائلات 207 عائلة مقيمة في القرية. في حين سجلت الكثافة السكانية 1,561.9 نسمة لكل ميل مربع (603.1/كم2). وبلغ عدد الوحدات السكنية 319 وحدة بمتوسط كثافة قدره 654.7 نسمة لكل ميل مربع (252.8/كم2).
وتوزع التركيب العرقي للقرية بنسبة 98.03% من البيض و 0.13% من الأمريكيين الأصليين و 0.92% من عرقين مختلطين أو أكثر.
بلغ عدد الأسر 294 أسرة كانت نسبة 29.9% منها لديها أطفال تحت سن الثامنة عشر تعيش معهم، وبلغت نسبة الأزواج القاطنين مع بعضهم البعض 62.6% من أصل المجموع الكلي للأسر، ونسبة 5.8% من الأسر كان لديها معيلات من الإناث دون وجود شريك، وكانت نسبة 29.3% من غير العائلات. تألفت نسبة 28.6% من أصل جميع الأسر من أفراد ونسبة 15.6% كانوا يعيش معهم شخص وحيد يبلغ من العمر 65 عاماً فما فوق. وبلغ متوسط حجم الأسرة المعيشية 2.94، أما متوسط حجم العائلات فبلغ 2.41.
بلغ العمر الوسطي للسكان 42 عاماً. وكانت نسبة 25.0% من القاطنين تحت سن الثامنة عشر، وكانت نسبة 5.3% بين الثامنة عشر والأربعة وعشرون عاماً، ونسبة 23.9% كانت واقعةً في الفئة العمرية ما بين الخامسة والعشرون حتى والأربعة وأربعون عاماً، ونسبة 19.1% كانت ما بين الخامسة والأربعون حتى الرابعة والستون، ونسبة 26.8% كانت ضمن فئة الخامسة والستون عاماً فما فوق. يوجد لكل 100 أنثى 92.7 ذكر، ويوجد لكل 100 أنثى في الثامنة عشر من عمرها فما فوق 86.6 ذكر.
بلغ متوسط دخل الأسرة في القرية 36,500 دولار، أما متوسط دخل العائلة فبلغ 42,917 دولار. وكان متوسط دخل الذكور 30,809 دولار مقابل 22,778 دولار للإناث. وسجل دخل الفرد الخاص بالقرية 18,042 دولار. وكانت نسبة 0.5% من العائلات ونسبة 3.9% من السكان تحت خط الفقر، وكان من هؤلاء نسبة 3.0% تحت سن الثامنة عشر ونسبة 6.3% في الخامسة والستين من العمر وما فوق.

### تعداد عام 2010
بلغ عدد سكان إيلوود 707 نسمة بحسب تعداد عام 2010، وبلغ عدد الأسر 282 أسرة وعدد العائلات 183 عائلة مقيمة في القرية. في حين سجلت الكثافة السكانية 1,359.6 نسمة لكل ميل مربع (524.9/كم2). وبلغ عدد الوحدات السكنية 312 وحدة بمتوسط كثافة قدره 600.0 لكل ميل مربع (231.7/كم2).
وتوزع التركيب العرقي للقرية بنسبة 95.0% من البيض و 0.1% من الأمريكيين الأصليين و 0.7% من الأمريكيين الأفارقة و 1.8% من عرقين مختلطين أو أكثر.
بلغ عدد الأسر 282 أسرة كانت نسبة 29.1% منها لديها أطفال تحت سن الثامنة عشر تعيش معهم، وبلغت نسبة الأزواج القاطنين مع بعضهم البعض 55.0% من أصل المجموع الكلي للأسر، ونسبة 7.1% من الأسر كان لديها معيلات من الإناث دون وجود شريك، بينما كانت نسبة 2.8% من الأسر لديها معيلون من الذكور دون وجود شريكة وكانت نسبة 35.1% من غير العائلات. تألفت نسبة 32.3% من أصل جميع الأسر من أفراد ونسبة 17.8% كانوا يعيش معهم شخص وحيد يبلغ من العمر 65 عاماً فما فوق. وبلغ متوسط حجم الأسرة المعيشية 2.98، أما متوسط حجم العائلات فبلغ 2.37.
بلغ العمر الوسطي للسكان 46.4 عاماً. وكانت نسبة 24.6% من القاطنين تحت سن الثامنة عشر، وكانت نسبة 4.2% بين الثامنة عشر والأربعة وعشرون عاماً، ونسبة 19.7% كانت واقعةً في الفئة العمرية ما بين الخامسة والعشرون حتى والأربعة وأربعون عاماً، ونسبة 25.7% كانت ما بين الخامسة والأربعون حتى الرابعة والستون، ونسبة 25.7% كانت ضمن فئة الخامسة والستون عاماً فما فوق. وتوزع التركيب الجنسي للسكان بنسبة 46.7% ذكور و53.3% إناث.